# Pilu

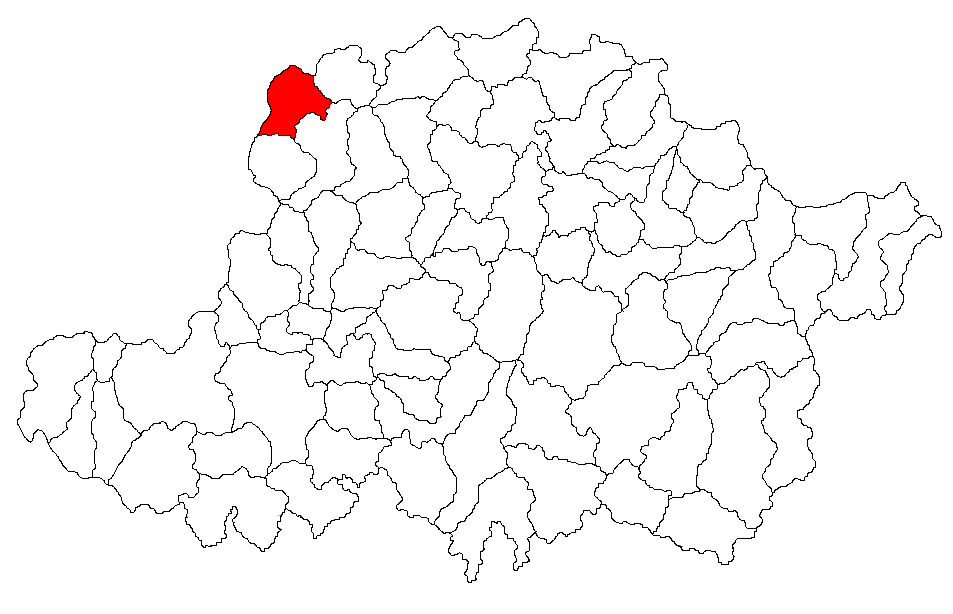
Lage der Gemeinde Pilu im Kreis Arad

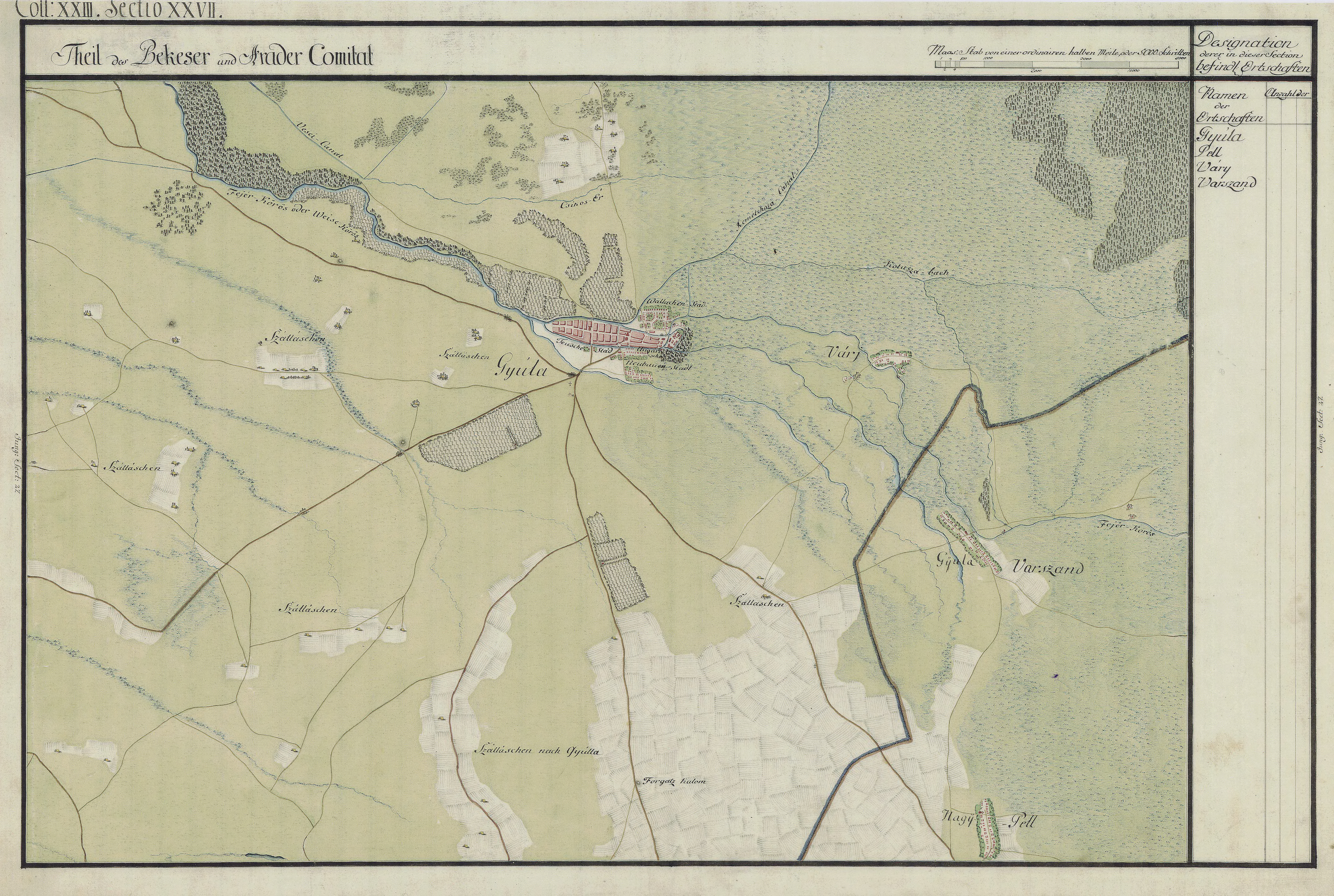
Pilu (Nagy Pell) auf der Josephinischen Landaufnahme von 1782–1785.

Pilu (deutsch Pell, ungarisch Nagypél) ist eine Gemeinde im Kreis Arad, im Kreischgebiet, im Westen Rumäniens. Zu der Gemeinde Pilu gehört auch das Dorf Vărșand.

## Geografische Lage
Pilu liegt im Nordwesten des Kreises Arad, an der Grenze zu Ungarn, in 20 km Entfernung von Chișineu-Criș und 60 km von der Kreishauptstadt Arad. Pilu liegt an der Nationalstraße 79A, die zum Grenzübergang Vărșand-Gyula führt.

## Nachbarorte
| Gyula        | Vărșand                                     | Zerind  |
| Csabaszabadi | Kompassrose, die auf Nachbargemeinden zeigt | Mișca   |
| Grăniceri    | Șiclău                                      | Socodor |

## Geschichte
Eine erste urkundliche Erwähnung von Pyl stammt aus dem Jahr 1223.
Im Laufe der Jahrhunderte traten verschiedene Schreibweisen des Ortsnamens in Erscheinung:
1332–1337 Pyli,
1394 Peel,
1403 Vámospyl, Nemespyl,
1409 de Peel,
1418 Nemespyl,
1418 Pyl,
1433 Nemespyl,
1437 Pel, Pelii,
1461 Pel,
1467 Naghpyl,
1561 Pwly,
1585 Pely,
von 1715 bis 1893 Nagy-Pél,
1909 Pilul-mare, Nagypél,
1913 Nagypél und Kispélpuszta,
1921 Pilul mare, Nagypél,
1925 Pilu,
von 1932 bis 1950 Pilul,
1956 Pilu.
Nach dem Frieden von Karlowitz (1699) kam Arad und das Maroscher Land unter österreichische Herrschaft, während das Banat südlich der Marosch bis zum Frieden von Passarowitz (1718) unter Türkenherrschaft verblieb. Auf der Josephinischen Landaufnahme ist Pell eingetragen.
Infolge des Österreichisch-Ungarischen Ausgleichs (1867) wurde das Arader Land, wie das gesamte Banat und Siebenbürgen, dem Königreich Ungarn innerhalb der Doppelmonarchie Österreich-Ungarn angegliedert. Die amtliche Ortsbezeichnung war Nagypél.
Der Vertrag von Trianon am 4. Juni 1920 hatte die Grenzregulierung zur Folge, wodurch Pilu an das Königreich Rumänien fiel.

## Bevölkerungsentwicklung
| 1880 | 3747 | 2909 | 757 | 31 | 50  |
| 1910 | 4734 | 3779 | 846 | 98 | 11  |
| 1930 | 4572 | 3870 | 629 | 33 | 40  |
| 1977 | 2417 | 2051 | 272 | 6  | 88  |
| 1992 | 1861 | 1622 | 173 | 2  | 64  |
| 2002 | 1976 | 1660 | 148 | 2  | 166 |
| 2021 | 2078 | 1874 | 58  | 3  | 143 |